# ソシエ・ハイム
ソシエ・ハイム (Sochie Heim) は、テレビアニメ『∀ガンダム』に登場する架空の人物。担当声優は村田秋乃。

## 人物
ビシニティの鉱山主の娘で、キエル・ハイムの妹。主人公ロラン・セアックが初めて知り合った地球人の1人。
ロランとの出会いから2年後、ロランとともに成人の儀式を迎えたが、儀式の最中に突如現れた∀ガンダムにロランとともに乗り込むことになる。その後、父ディランをディアナ・カウンターの攻撃で失い、加えてそのショックから母親が精神を病んだことで落胆するが、親友メシェー・クンの説得を受け、ムーンレィスへの復讐を誓い、イングレッサ・ミリシャの一員に加わる。
父を失ったことからムーンレィスへの敵愾心が非常に強く、月側との交渉の補佐をするキエルに反感を抱いたり、ロランがムーンレィスと分かるやロランに平手打ちを食らわすなど過敏な行動が目立った。しかし、地球と月の平和を真摯に考えるロランの姿を見たり、戦争中に知り合って婚約したギャバン・グーニーを直後に核爆発で亡くす不幸、キエルを通じて月の女王ディアナ・ソレルの労苦を理解するなどの経験を通じて、思考・行動ともに成長を見せていく。
戦後は、隠棲したディアナに付き従ったロランと涙の別れをし、ディアナに代わって月の女王に就いた姉のキエルとも別れ、母とともにビシニティの実家で暮らしたとされる描写がなされている。
ギャバンとの婚約に関しては、ロランが自身よりディアナやキエルを想って行動していることへの嫉妬心や、周囲へ対しての劣等感によるものが大きく、婚約後にそのことを咎められていることもあった。

### 関連作品での描かれ方
曽我篤士の漫画『∀ガンダム』ではギャバンは死亡せず、ギャバンからプロポーズを受けるが、その返事をしないままになっている。戦争終結から2年後の時点でも、心に負った戦争の傷が癒えぬまま、行方不明のロランを待ち続けている。
福井晴敏の小説『月に繭地には果実』では、ウィルゲムで宇宙に上がった後、ロランからの呼びかけをソシエただ一人が察知する描写が存在する。終戦後、合衆国政府に雇われてシド・ムンザと共に地質調査に携わる中、行方不明となっていたロランと奇跡的な再会を果たし、互いの想いを確かめ合い、晴れてロランと結婚する。

## 主な搭乗機
- AMX-109 カプル
- MS-06Fボルジャーノン
- FLAT-L06D フラット
- WD-M01 ∀ガンダム（一時的に搭乗。『月に繭地には果実』でも搭乗している）

## 関連商品
- 株式会社バンダイ バンダイMSセレクション11 ∀ガンダム
  - ∀ガンダムWebのキャラクター紹介と同じ白地とピンク服を着用[2]姿で登場。ロラン・セアック、キエル・ハイム、∀ガンダム、フラット、ウォドム とセットのガシャポンフィギュアである。
- 「エクセレントモデル RAHDX ガンダム・アーカイブス SIDE-7 ソシエ・ハイム
  - メガハウスより発売のフィギュア。

## 評価
『愛と戦いのロボット 完全保存版』で発表されたアンケート「みんなで選ぶロボットアニメーションベスト100」では、「一番お気に入りのヒロインは？」で第36位にランクインした。